# Pico Bolívar
Pour les articles homonymes, voir Bolívar.
Ne doit pas être confondu avec Pic Simón Bolívar.
Le pico Bolívar est un sommet montagneux de la sierra Nevada de Mérida, dans le prolongement nord de la cordillère des Andes. Il est le point culminant du Venezuela avec 4 978 m d'altitude. Il est situé dans l'État de Mérida, non loin de la ville de Mérida. Il fut ainsi nommé en l'honneur de Simón Bolívar.

## Toponymie
Dans son histoire, le Pico Bolívar a reçu quatre dénominations différentes. Son premier nom a été La Columna, en vigueur jusque dans les années 1920. Il désignait d'ailleurs le massif tout entier et non seulement ce sommet. Étaient aussi utilisés les noms de Concha ou Peineta.
Le 19 mars 1925, le Dr Miguel Febres Cordero et Juan Rodríguez Suárez publièrent un article dans le journal El Universal suggérant que « le plus haut sommet vénézuélien de la cordillère des Andes dût s'appeler Bolívar », du nom du Libertador de la Grande Colombie, figure emblématique du pays. Ce nom fut officiellement adopté le 30 décembre 1934.
Cependant, jusqu'aux années 1950, les deux appellations pico Bolívar et La Columna apparaissent indifféremment, parfois même conjointement, sur les cartes physiques et politiques. Aujourd'hui, la dénomination La Columna fait référence au massif qui contient les pics Bolívar, León et El Toro, tandis que Concha représente un sommet proche.

## Géographie

### Localisation
Le pico Bolívar est situé sur le massif montagneux précédemment nommé La Columna, à proximité d'El León (4 743 m) et d'El Toro (4 695 m). Il appartient à la partie septentrionale de la cordillère des Andes, dénommée sierra Nevada de Mérida.

### Géologie
Le pico Bolívar, comme l'ensemble de la cordillère de Mérida, s'est formé lors d'une collision entre la plaque tectonique d'Amérique du Sud et celle des Caraïbes, qui a soulevé le terrain jusqu'à atteindre les hauteurs actuelles.
Quatre glaciers étaient encore présents sur le pic durant le XXe siècle, résultat de la glaciation de la Mérida lors du Pléistocène. En raison du réchauffement global et de la pollution, deux d'entre eux ont pratiquement disparu et la taille des deux autres s'est considérablement réduite.

## Histoire

### Ascension
Bien qu'étant le point culminant du Venezuela, le pico Bolívar n'a pas été d'un grand intérêt pour les expéditions jusqu'au début du XXe siècle. On considérait alors que le pico El Toro, tout proche, était plus élevé, ce qui représentait un défi plus important pour les grimpeurs. La première tentative d'ascension a lieu en 1897, lors d'une expédition comprenant José Trinidad Nieto, Víctor Moreno, Pedro Moreno, J. Eladio Altuve et Medardo Nieto. En 1922, un autre essai infructueux est réalisé par le géologue suisse Moritz Blumenthal, qui réussit néanmoins à fouler le glacier Timoncitos, sur le versant sud du pic.
Le 5 mars 1935, Enrique Bourgoin et Heriberto Márquez Molina, originaires des villes voisines de Mérida et Tovar, atteignent pour la première fois le sommet, accompagnés de leur guide Domingo Peña.
En 1951, un buste du sculpteur Marcos León Mariño à l'effigie du Libertador Simón Bolívar a été scellé au sommet du pic, en remplacement de la statuette qu'avaient laissée symboliquement les premiers grimpeurs.

### Altitude
La première mesure scientifique destinée à déterminer la hauteur exacte du pic est réalisée en 1907, lors d'une expédition officielle destinée à établir les cartes militaires du pays. Par calculs indirects, l'altitude est alors établie à 5 007 m. Auparavant, des géographes avaient réalisé des estimations, comme l'Italien Agostino Codazzi, en 1840, qui avait déterminé une altitude de 4 850 m ou l'Allemand Wilhelm Sievers, en 1886, qui avait calculé une hauteur de 4 700 m.
En 1992, deux scientifiques, Heinz Saler, de l'Université  de Stuttgart, et Carlos Abad, du Centre d'investigations d'astronomie du Venezuela, réévaluent, au moyen d'un système GPS, l'altitude du sommet à 4 980,80 m. Cependant, cette valeur n'a pas été homologuée car l'antenne du GPS n'avait pas été positionnée exactement sur la cime et le modèle géoïde n'avait pas été utilisé.
Une nouvelle mission est lancée en 2002, dans le cadre de l'Année internationale de la montagne, déclarée par les Nations unies. L'Institut géographique du Venezuela, en collaboration avec l'Université Simón Bolívar et l'Université de Zulia, adopta comme altitude officielle la valeur 4 978,43 m. Le mythe d'un point culminant du pays à plus de 5 000 m, qu'ont entretenu certains gouvernements, notamment celui du dictateur Juan Vicente Gómez dans les années 1930, est donc définitivement tombé.

## Activités

### Escalade
L'ascension du pico Bolívar reste un défi difficile pour les alpinistes et nécessite un bon entraînement. De nombreux chemins permettent d'accéder au sommet. Le plus fréquenté part du parc La Mucuy, près de Tabay, pour une lente ascension le long des lagunes.

### Tourisme écologique
Le pico Bolívar appartient au parc Sierra Nevada, décrété parc national le 2 mai 1952. Un système de téléphériques permet d'accéder à certains sommets, notamment le pico Espejo, d'où on peut apercevoir le point culminant du pays.

## Culture populaire
Comme la plupart des plus hauts sommets, le pico Bolívar et la chaîne montagneuse de Mérida n'échappe pas au mysticisme et aux légendes. Tulio Febres Cordero, historien local du début du XXe siècle, raconte que le sommet dénudé reçoit la neige de cinq aigles blancs poursuivis par une princesse indigène en quête de leurs magnifiques plumages.

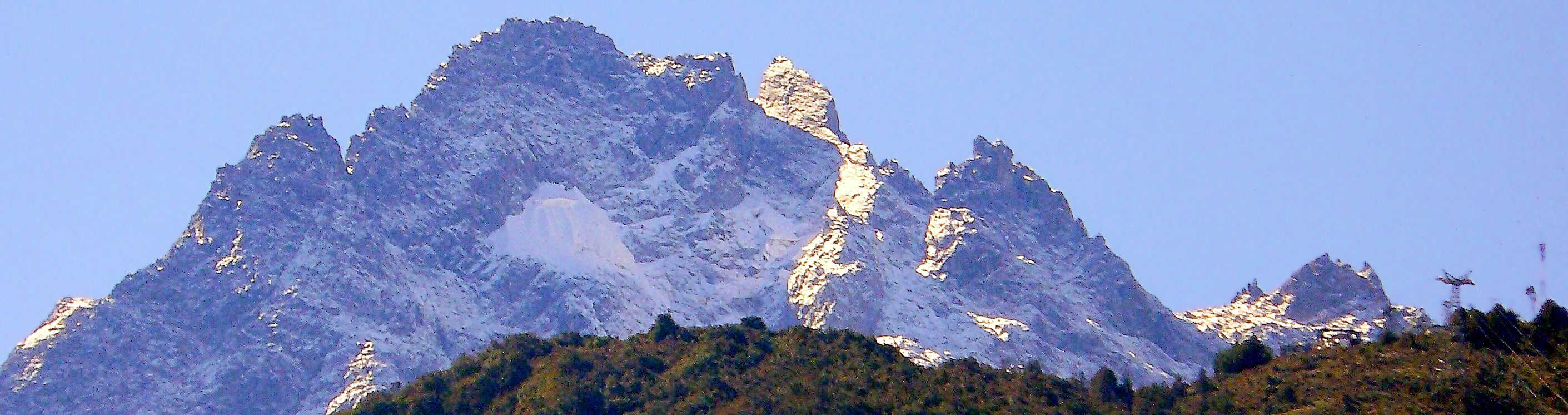
Vue panoramique du pico Bolívar.